# 王軍霞
王 軍霞（おう ぐんか、英: Wang Junxia、1973年1月19日 - ）は、中国の元陸上競技選手で、専門は長距離走。身長162cm、体重50kg。吉林省蛟河出身。女子3000mの世界記録保持者で、1993年から2016年までは10000mの世界記録も保持していた。

## 選手としての経歴
馬俊仁コーチが率いた「馬軍団」（中国語では「馬家軍」）の主力選手として活躍した。
王軍霞は1993年の全国運動会の3000mの予選と決勝で世界記録（予選8分12秒11、決勝8分06秒11）を出し、10000mでも女子としては世界初の30分切りとなる29分31秒78の世界記録を叩き出した。1996年のアトランタオリンピックでは女子5000mで14分59秒88の記録で金メダルを獲得した。
10000mの記録はノルウェーのイングリッド・クリスチャンセンが持っていた従来の記録を41秒96更新するもので、29分台の記録は2008年北京オリンピックでエチオピアのティルネシュ・ディババが記録するまでの15年間王軍霞以外の達成者が出ず、世界記録の更新は2016年リオデジャネイロオリンピックでエチオピアのアルマズ・アヤナが29分17秒45を記録するまで23年を要した。
女子3000mに至っては、この1993年全国運動会決勝で馬家軍の3人が出したタイムが、2021年現在も世界歴代1～3位を占めており、それに次ぐ歴代4位のシファン・ハッサンの記録は王より12秒あまり遅い。

## 主な成績
- 1992年 世界ジュニア選手権 10000m 優勝
- 1993年 世界陸上競技選手権 10000m 優勝
- 1993年 全国運動会 3000m 優勝
- 1993年 全国運動会 10000m 優勝
- 1994年 アジア大会 10000メートル 優勝
- 1994年 北京国際マラソン 優勝
- 1995年 アジア選手権 10000m 優勝
- 1995年 アジア選手権 5000m 優勝
- 1996年 アトランタオリンピック 5000m 優勝
- 1996年 アトランタオリンピック 10000m 準優勝

## 記録
- 1500m - 3分51秒92（1993年9月11日 北京）
- 3000m  - 8分06秒11（1993年9月13日 北京）（世界記録）
- 5000m - 14分51秒87（1996年5月5日 南京）
- 10000m - 29分31秒78（1993年9月8日 北京、当時世界記録、アジア記録）
- マラソン - 2時間24分07秒（1993年4月4日 天津）

## ドーピング疑惑
2016年2月、香港の新聞サウスチャイナ・モーニング・ポストは、1995年に中国の作家が王から「大量の違法薬物を何年も服用させられたのは事実だ」と記した手紙を受け取り、その手紙の写真をテンセントのサイトに今月掲載したと報じた。この作家は当時馬軍団の薬物疑惑を調査しており、手紙には他の選手9人の署名も記されていた。報道に対して国際陸上競技連盟は、「まず手紙が本物であることを確かめなければならない」と中国陸上競技連盟に協力を依頼した上で、事実関係調査を始める意向と伝えられている。